# Torvosaurus
Torvosaurus (il cui nome significa "lucertola selvaggia") è un genere estinto di dinosauro teropode megalosauride vissuto nel Giurassico superiore, circa 153-148 milioni di anni fa (Kimmeridgiano-Titoniano), in quello che oggi è il Colorado e il Portogallo. Il genere, attualmente, contiene due specie: la specie tipo Torvosaurus tanneri e la specie europea Torvosaurus gurneyi.
La specie tipo, Torvosaurus tanneri fu descritta nel 1979 come un grande predatore bipede, dalla corporatura possente, che poteva arrivare a circa 10,5 metri (33 piedi) di lunghezza. Il Torvosaurus tanneri è stato tra i più grandi carnivori del suo tempo, insieme a giganti come Saurophaganax, Allosaurus e Ceratosaurus. Inizialmente i fossili di T. gurneyi indicavano un animale di undici metri di lunghezza, ma successive analisi stabilirono delle dimensioni più contenute. Sulla base della morfologia del midollo, si pensa che il Torvosaurus avesse braccia corte, ma molto potenti.

## Etimologia
Il nome del genere, Torvosaurus, deriva dalla parola latina torvus, che significa "selvaggio" e dalla parola greca sauros (σαυρος), che significa "lucertola". Il nome specifico, T. tanneri, prende il nome dalla prima consigliera della Prima Presidenza della Chiesa mormone, Nathan Eldon Tanner. Invece Torvosaurus gurneyi è dedicato al paleontologo James Gurney, creatore della serie di libri Dinotopia. La specie tipo di Torvosaurus fu descritta e nominata dai paleontologi Peter M. Galton e James A. Jensen, nel 1979.

## Descrizione

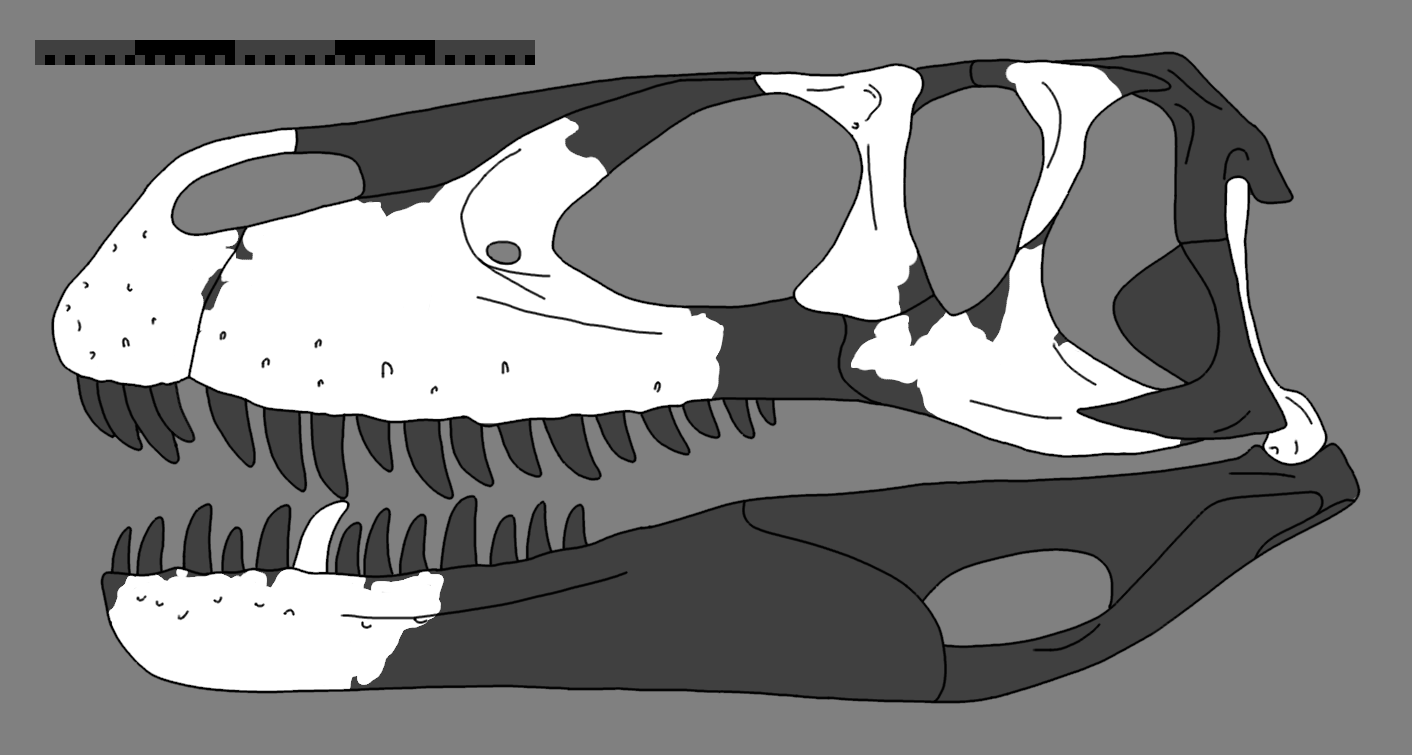
Ricostruzione del cranio di T. tanneri, con resti noti in bianco

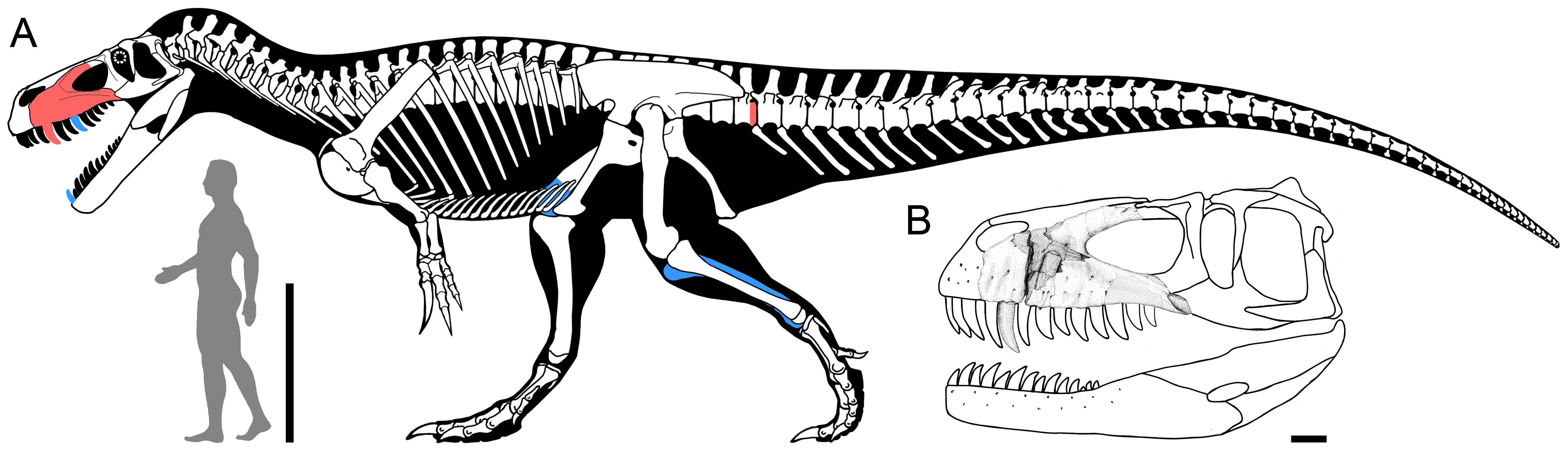
Ricostruzione scheletrica di T. gurneyi, il colore indica il materiale conosciuto

Il Torvosaurus era un grande predatore, con una lunghezza massima stimata di 9 metri e 2 tonnellate di peso per T. tanneri, mentre per la specie europea T. gurneyi si ipotizzano dimensioni leggermente maggiori: 10-11 metri di lunghezza e un peso di 3,2 tonnellate, rendendolo uno dei più grandi dinosauri carnivori del Giurassico. Alcuni studiosi indicherebbero dimensioni anche maggiori. Il sinonimo Edmarka rex è stato chiamato così poiché rivaleggiasse in dimensioni con Tyrannosaurus rex. Allo stesso modo "Brontoraptor" doveva essere un Torvosaurus di dimensioni gigantesche. La specie europea T. gurneyi proveniente dal Portogallo, inizialmente ha spinto a supporre stime di dimensioni più grandi. Nel 2006, l'estremità inferiore di un femore del campione ML 632 è stato presentato come Torvosaurus sp. e poi come T. gurneyi. Inizialmente questo campione indicava una lunghezza di 11 metri (36 piedi). Applicando il metodo di estrapolazione di JF Anderson, correlando il peso di un mammifero alla circonferenza del femore, si è determinato un peso di 1930 kg. Tuttavia, stime riviste effettuate nel 2014 hanno suggerito una dimensione totale del corpo leggermente più piccola per questo esemplare, circa 10 metri (33 piedi). Tra le caratteristiche che differenziano T. gurneyi e T. tanneri, vi sono il numero di denti, le dimensioni e la forma della bocca. Mentre la mascella superiore di T. tanneri ha 11 denti, quella di T. gurneyi ne ha di meno.
Il Torvosaurus aveva una forma allungata e il muso stretto. La premascella conteneva tre denti rivolti leggermente verso l'esterno con il bordo anteriore della corona sovrapposto al lato esterno del bordo posteriore della corona precedente. Il mascellare era alto e conteneva almeno undici denti piuttosto lunghi. La Fenestra antorbital era relativamente breve. L'osso lacrimale formava una sorta di corno sulla parte superiore davanti all'occhio; la sua estremità inferiore era di ampia vista laterale. La cavità oculare era alta con un'estremità inferiore appuntita. L'osso jugale era lungo e trasversalmente sottile. Il lato frontale inferiore dell'osso quadrato era scavato da una depressione a forma di lacrima, la superficie di contatto con il quadratojugal. Sia le vertebre del collo che le vertebre dorsali anteriori avevano articolazioni relativamente flessibili. Le sfere, sul lato anteriore della vertebra centrale, avevano un ampio cerchio, una condizione di Britt paragonabile ad una bombetta. La base della coda era irrigidita sul piano verticale da ampie spine neurali alte e in vista laterale. La parte superiore del braccio era molto robusta; l'avambraccio era più corto ma più robusto. L'artiglio del primo dito era particolarmente allargato. Il bacino e l'ileo assomigliavano a quelli di Megalosaurus. Il bacino nel suo complesso era costruito in maniera massiccia.

## Classificazione
Fin dalla sua prima descrizione avvenuta nel 1979, da parte di Galton e Jensen, il Torvosaurus è sempre stato classificato come un megalosauride. Nel 1990, venne assegnato a Carnosauria, da Ralph Molnar et al., per poi essere nuovamente spostato in una posizione piuttosto basale di Spinosauroidea da Oliver Walter Mischa Rauhut, nel 2003, venendo poi nuovamente posizione ad uno stadio molto basale di Tetanurae da Thomas Holtz nel 1994; tutte queste assegnazioni non sono supportate da questa analisi filogenetica. Nel 1985, Jensen assegnò Torvosaurus ad una propria famiglia, i Torvosauridae. Nonostante il sostegno di questo concetto da parte di Paul Sereno e Mateus, sembra tuttora che Torvosaurus sia più strettamente legato a Megalosaurus all'interno di un Megalosaurinae, di cui potrebbe rappresentare un sister taxon. Tuttavia, Torvosauridae può essere utilizzato come nome alternativo per Megalosauridae, se Megalosaurus è considerato come un nomen dubium. Anche se è un parente stretto di Megalosaurus, Torvosaurus è apparentemente più evoluto e apomorfico. Tuttora, Torvosaurus è classificato come un megalosauridae, famiglia tenuta come un ramo basale di tetanurae, e considerati meno derivati dei carnosauri o dei coelurosauri, e probabilmente legati agli spinosauridi.

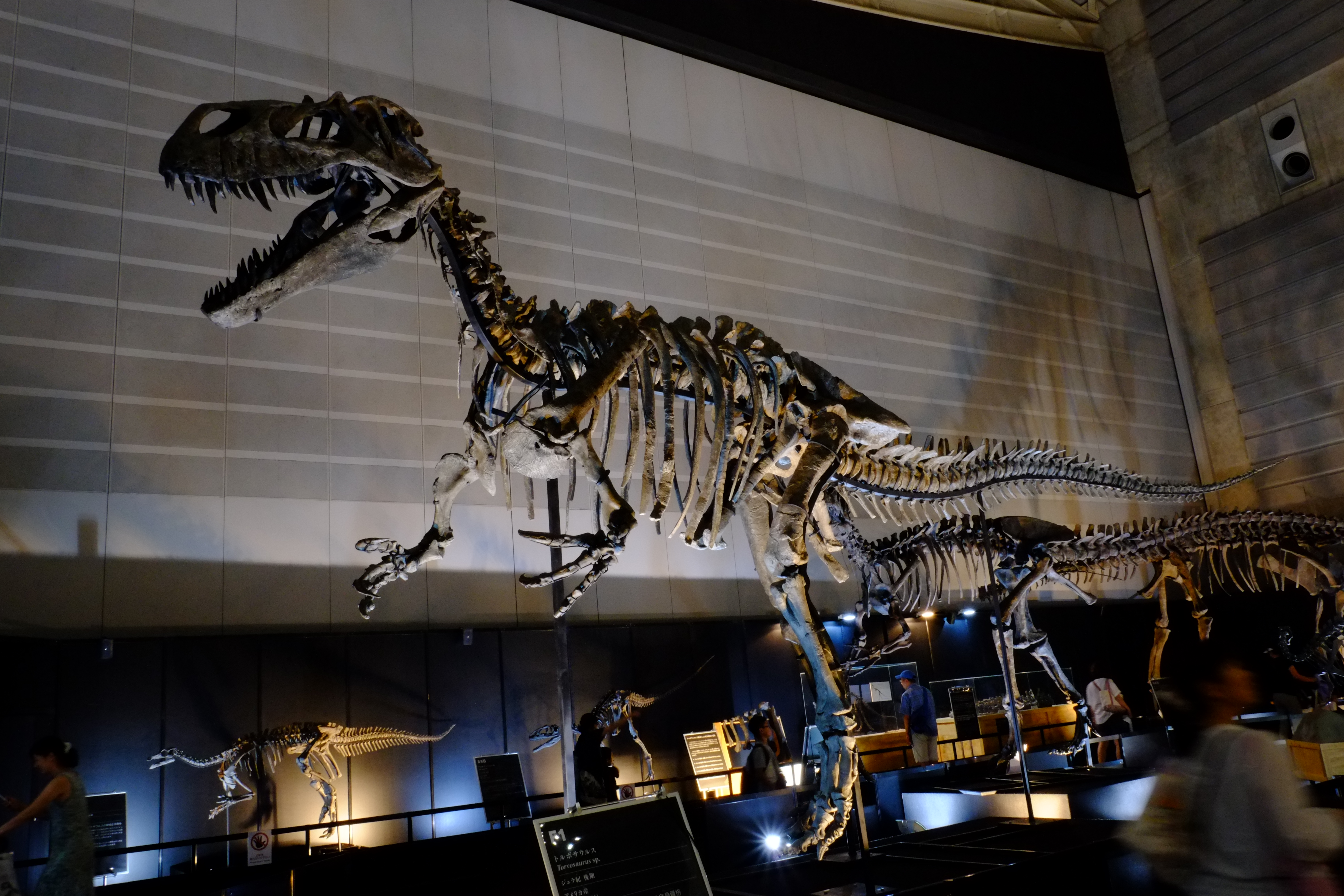
Scheletro di Torvosaurus sp., in Giappone

Nel 2016, con la descrizione ufficiale del megalosauride Wiehenvenator, Torvosaurus è stato classificato come sister taxon di Wiehenvenator all'interno della sottofamiglia dei megalosaurini, insieme a Wiehenvenator e Megalosaurus.
|  | Eustreptospondylus |
|  |                    |

|  | Duriavenator                                                                                 |
|  |                                                                                              |
|  | \| \| Megalosaurus \| \| \| \| \| \| Torvosaurus \| \| \| \| \| \| Wiehenvenator \| \| \| \| |
|  |                                                                                              |
|  | Megalosaurus                                                                                 |
|  |                                                                                              |
|  | Torvosaurus                                                                                  |
|  |                                                                                              |
|  | Wiehenvenator                                                                                |
|  |                                                                                              |

|  | Megalosaurus  |
|  |               |
|  | Torvosaurus   |
|  |               |
|  | Wiehenvenator |
|  |               |

|  | Dubreuillosaurus |
|  |                  |
|  | Magnosaurus      |
|  |                  |

|  | Leshansaurus   |
|  |                |
|  | Piveteausaurus |
|  |                |

|  | Dubreuillosaurus |
|  |                  |
|  | Magnosaurus      |
|  |                  |

|  | Leshansaurus   |
|  |                |
|  | Piveteausaurus |
|  |                |

|  | Duriavenator                                                                                 |
|  |                                                                                              |
|  | \| \| Megalosaurus \| \| \| \| \| \| Torvosaurus \| \| \| \| \| \| Wiehenvenator \| \| \| \| |
|  |                                                                                              |
|  | Megalosaurus                                                                                 |
|  |                                                                                              |
|  | Torvosaurus                                                                                  |
|  |                                                                                              |
|  | Wiehenvenator                                                                                |
|  |                                                                                              |

|  | Megalosaurus  |
|  |               |
|  | Torvosaurus   |
|  |               |
|  | Wiehenvenator |
|  |               |

|  | Dubreuillosaurus |
|  |                  |
|  | Magnosaurus      |
|  |                  |

|  | Leshansaurus   |
|  |                |
|  | Piveteausaurus |
|  |                |

|  | Dubreuillosaurus |
|  |                  |
|  | Magnosaurus      |
|  |                  |

|  | Leshansaurus   |
|  |                |
|  | Piveteausaurus |
|  |                |

|  | Eustreptospondylus |
|  |                    |

|  | Duriavenator                                                                                 |
|  |                                                                                              |
|  | \| \| Megalosaurus \| \| \| \| \| \| Torvosaurus \| \| \| \| \| \| Wiehenvenator \| \| \| \| |
|  |                                                                                              |
|  | Megalosaurus                                                                                 |
|  |                                                                                              |
|  | Torvosaurus                                                                                  |
|  |                                                                                              |
|  | Wiehenvenator                                                                                |
|  |                                                                                              |

|  | Megalosaurus  |
|  |               |
|  | Torvosaurus   |
|  |               |
|  | Wiehenvenator |
|  |               |

|  | Dubreuillosaurus |
|  |                  |
|  | Magnosaurus      |
|  |                  |

|  | Leshansaurus   |
|  |                |
|  | Piveteausaurus |
|  |                |

|  | Dubreuillosaurus |
|  |                  |
|  | Magnosaurus      |
|  |                  |

|  | Leshansaurus   |
|  |                |
|  | Piveteausaurus |
|  |                |

|  | Duriavenator                                                                                 |
|  |                                                                                              |
|  | \| \| Megalosaurus \| \| \| \| \| \| Torvosaurus \| \| \| \| \| \| Wiehenvenator \| \| \| \| |
|  |                                                                                              |
|  | Megalosaurus                                                                                 |
|  |                                                                                              |
|  | Torvosaurus                                                                                  |
|  |                                                                                              |
|  | Wiehenvenator                                                                                |
|  |                                                                                              |

|  | Megalosaurus  |
|  |               |
|  | Torvosaurus   |
|  |               |
|  | Wiehenvenator |
|  |               |

|  | Dubreuillosaurus |
|  |                  |
|  | Magnosaurus      |
|  |                  |

|  | Leshansaurus   |
|  |                |
|  | Piveteausaurus |
|  |                |

|  | Dubreuillosaurus |
|  |                  |
|  | Magnosaurus      |
|  |                  |

|  | Leshansaurus   |
|  |                |
|  | Piveteausaurus |
|  |                |

|  | Eustreptospondylus |
|  |                    |

|  | Duriavenator                                                                                 |
|  |                                                                                              |
|  | \| \| Megalosaurus \| \| \| \| \| \| Torvosaurus \| \| \| \| \| \| Wiehenvenator \| \| \| \| |
|  |                                                                                              |
|  | Megalosaurus                                                                                 |
|  |                                                                                              |
|  | Torvosaurus                                                                                  |
|  |                                                                                              |
|  | Wiehenvenator                                                                                |
|  |                                                                                              |

|  | Megalosaurus  |
|  |               |
|  | Torvosaurus   |
|  |               |
|  | Wiehenvenator |
|  |               |

|  | Dubreuillosaurus |
|  |                  |
|  | Magnosaurus      |
|  |                  |

|  | Leshansaurus   |
|  |                |
|  | Piveteausaurus |
|  |                |

|  | Dubreuillosaurus |
|  |                  |
|  | Magnosaurus      |
|  |                  |

|  | Leshansaurus   |
|  |                |
|  | Piveteausaurus |
|  |                |

|  | Duriavenator                                                                                 |
|  |                                                                                              |
|  | \| \| Megalosaurus \| \| \| \| \| \| Torvosaurus \| \| \| \| \| \| Wiehenvenator \| \| \| \| |
|  |                                                                                              |
|  | Megalosaurus                                                                                 |
|  |                                                                                              |
|  | Torvosaurus                                                                                  |
|  |                                                                                              |
|  | Wiehenvenator                                                                                |
|  |                                                                                              |

|  | Megalosaurus  |
|  |               |
|  | Torvosaurus   |
|  |               |
|  | Wiehenvenator |
|  |               |

|  | Dubreuillosaurus |
|  |                  |
|  | Magnosaurus      |
|  |                  |

|  | Leshansaurus   |
|  |                |
|  | Piveteausaurus |
|  |                |

|  | Dubreuillosaurus |
|  |                  |
|  | Magnosaurus      |
|  |                  |

|  | Leshansaurus   |
|  |                |
|  | Piveteausaurus |
|  |                |

|  | Eustreptospondylus |
|  |                    |

|  | Duriavenator                                                                                 |
|  |                                                                                              |
|  | \| \| Megalosaurus \| \| \| \| \| \| Torvosaurus \| \| \| \| \| \| Wiehenvenator \| \| \| \| |
|  |                                                                                              |
|  | Megalosaurus                                                                                 |
|  |                                                                                              |
|  | Torvosaurus                                                                                  |
|  |                                                                                              |
|  | Wiehenvenator                                                                                |
|  |                                                                                              |

|  | Megalosaurus  |
|  |               |
|  | Torvosaurus   |
|  |               |
|  | Wiehenvenator |
|  |               |

|  | Dubreuillosaurus |
|  |                  |
|  | Magnosaurus      |
|  |                  |

|  | Leshansaurus   |
|  |                |
|  | Piveteausaurus |
|  |                |

|  | Dubreuillosaurus |
|  |                  |
|  | Magnosaurus      |
|  |                  |

|  | Leshansaurus   |
|  |                |
|  | Piveteausaurus |
|  |                |

|  | Duriavenator                                                                                 |
|  |                                                                                              |
|  | \| \| Megalosaurus \| \| \| \| \| \| Torvosaurus \| \| \| \| \| \| Wiehenvenator \| \| \| \| |
|  |                                                                                              |
|  | Megalosaurus                                                                                 |
|  |                                                                                              |
|  | Torvosaurus                                                                                  |
|  |                                                                                              |
|  | Wiehenvenator                                                                                |
|  |                                                                                              |

|  | Megalosaurus  |
|  |               |
|  | Torvosaurus   |
|  |               |
|  | Wiehenvenator |
|  |               |

|  | Dubreuillosaurus |
|  |                  |
|  | Magnosaurus      |
|  |                  |

|  | Leshansaurus   |
|  |                |
|  | Piveteausaurus |
|  |                |

|  | Dubreuillosaurus |
|  |                  |
|  | Magnosaurus      |
|  |                  |

|  | Leshansaurus   |
|  |                |
|  | Piveteausaurus |
|  |                |

|  | Eustreptospondylus |
|  |                    |

|  | Duriavenator                                                                                 |
|  |                                                                                              |
|  | \| \| Megalosaurus \| \| \| \| \| \| Torvosaurus \| \| \| \| \| \| Wiehenvenator \| \| \| \| |
|  |                                                                                              |
|  | Megalosaurus                                                                                 |
|  |                                                                                              |
|  | Torvosaurus                                                                                  |
|  |                                                                                              |
|  | Wiehenvenator                                                                                |
|  |                                                                                              |

|  | Megalosaurus  |
|  |               |
|  | Torvosaurus   |
|  |               |
|  | Wiehenvenator |
|  |               |

|  | Dubreuillosaurus |
|  |                  |
|  | Magnosaurus      |
|  |                  |

|  | Leshansaurus   |
|  |                |
|  | Piveteausaurus |
|  |                |

|  | Dubreuillosaurus |
|  |                  |
|  | Magnosaurus      |
|  |                  |

|  | Leshansaurus   |
|  |                |
|  | Piveteausaurus |
|  |                |

|  | Duriavenator                                                                                 |
|  |                                                                                              |
|  | \| \| Megalosaurus \| \| \| \| \| \| Torvosaurus \| \| \| \| \| \| Wiehenvenator \| \| \| \| |
|  |                                                                                              |
|  | Megalosaurus                                                                                 |
|  |                                                                                              |
|  | Torvosaurus                                                                                  |
|  |                                                                                              |
|  | Wiehenvenator                                                                                |
|  |                                                                                              |

|  | Megalosaurus  |
|  |               |
|  | Torvosaurus   |
|  |               |
|  | Wiehenvenator |
|  |               |

|  | Dubreuillosaurus |
|  |                  |
|  | Magnosaurus      |
|  |                  |

|  | Leshansaurus   |
|  |                |
|  | Piveteausaurus |
|  |                |

|  | Dubreuillosaurus |
|  |                  |
|  | Magnosaurus      |
|  |                  |

|  | Leshansaurus   |
|  |                |
|  | Piveteausaurus |
|  |                |

|  | Eustreptospondylus |
|  |                    |

|  | Duriavenator                                                                                 |
|  |                                                                                              |
|  | \| \| Megalosaurus \| \| \| \| \| \| Torvosaurus \| \| \| \| \| \| Wiehenvenator \| \| \| \| |
|  |                                                                                              |
|  | Megalosaurus                                                                                 |
|  |                                                                                              |
|  | Torvosaurus                                                                                  |
|  |                                                                                              |
|  | Wiehenvenator                                                                                |
|  |                                                                                              |

|  | Megalosaurus  |
|  |               |
|  | Torvosaurus   |
|  |               |
|  | Wiehenvenator |
|  |               |

|  | Dubreuillosaurus |
|  |                  |
|  | Magnosaurus      |
|  |                  |

|  | Leshansaurus   |
|  |                |
|  | Piveteausaurus |
|  |                |

|  | Dubreuillosaurus |
|  |                  |
|  | Magnosaurus      |
|  |                  |

|  | Leshansaurus   |
|  |                |
|  | Piveteausaurus |
|  |                |

|  | Duriavenator                                                                                 |
|  |                                                                                              |
|  | \| \| Megalosaurus \| \| \| \| \| \| Torvosaurus \| \| \| \| \| \| Wiehenvenator \| \| \| \| |
|  |                                                                                              |
|  | Megalosaurus                                                                                 |
|  |                                                                                              |
|  | Torvosaurus                                                                                  |
|  |                                                                                              |
|  | Wiehenvenator                                                                                |
|  |                                                                                              |

|  | Megalosaurus  |
|  |               |
|  | Torvosaurus   |
|  |               |
|  | Wiehenvenator |
|  |               |

|  | Dubreuillosaurus |
|  |                  |
|  | Magnosaurus      |
|  |                  |

|  | Leshansaurus   |
|  |                |
|  | Piveteausaurus |
|  |                |

|  | Dubreuillosaurus |
|  |                  |
|  | Magnosaurus      |
|  |                  |

|  | Leshansaurus   |
|  |                |
|  | Piveteausaurus |
|  |                |

|  | Eustreptospondylus |
|  |                    |

|  | Duriavenator                                                                                 |
|  |                                                                                              |
|  | \| \| Megalosaurus \| \| \| \| \| \| Torvosaurus \| \| \| \| \| \| Wiehenvenator \| \| \| \| |
|  |                                                                                              |
|  | Megalosaurus                                                                                 |
|  |                                                                                              |
|  | Torvosaurus                                                                                  |
|  |                                                                                              |
|  | Wiehenvenator                                                                                |
|  |                                                                                              |

|  | Megalosaurus  |
|  |               |
|  | Torvosaurus   |
|  |               |
|  | Wiehenvenator |
|  |               |

|  | Dubreuillosaurus |
|  |                  |
|  | Magnosaurus      |
|  |                  |

|  | Leshansaurus   |
|  |                |
|  | Piveteausaurus |
|  |                |

|  | Dubreuillosaurus |
|  |                  |
|  | Magnosaurus      |
|  |                  |

|  | Leshansaurus   |
|  |                |
|  | Piveteausaurus |
|  |                |

|  | Duriavenator                                                                                 |
|  |                                                                                              |
|  | \| \| Megalosaurus \| \| \| \| \| \| Torvosaurus \| \| \| \| \| \| Wiehenvenator \| \| \| \| |
|  |                                                                                              |
|  | Megalosaurus                                                                                 |
|  |                                                                                              |
|  | Torvosaurus                                                                                  |
|  |                                                                                              |
|  | Wiehenvenator                                                                                |
|  |                                                                                              |

|  | Megalosaurus  |
|  |               |
|  | Torvosaurus   |
|  |               |
|  | Wiehenvenator |
|  |               |

|  | Dubreuillosaurus |
|  |                  |
|  | Magnosaurus      |
|  |                  |

|  | Leshansaurus   |
|  |                |
|  | Piveteausaurus |
|  |                |

|  | Dubreuillosaurus |
|  |                  |
|  | Magnosaurus      |
|  |                  |

|  | Leshansaurus   |
|  |                |
|  | Piveteausaurus |
|  |                |

|  | Eustreptospondylus |
|  |                    |

|  | Duriavenator                                                                                 |
|  |                                                                                              |
|  | \| \| Megalosaurus \| \| \| \| \| \| Torvosaurus \| \| \| \| \| \| Wiehenvenator \| \| \| \| |
|  |                                                                                              |
|  | Megalosaurus                                                                                 |
|  |                                                                                              |
|  | Torvosaurus                                                                                  |
|  |                                                                                              |
|  | Wiehenvenator                                                                                |
|  |                                                                                              |

|  | Megalosaurus  |
|  |               |
|  | Torvosaurus   |
|  |               |
|  | Wiehenvenator |
|  |               |

|  | Dubreuillosaurus |
|  |                  |
|  | Magnosaurus      |
|  |                  |

|  | Leshansaurus   |
|  |                |
|  | Piveteausaurus |
|  |                |

|  | Dubreuillosaurus |
|  |                  |
|  | Magnosaurus      |
|  |                  |

|  | Leshansaurus   |
|  |                |
|  | Piveteausaurus |
|  |                |

|  | Duriavenator                                                                                 |
|  |                                                                                              |
|  | \| \| Megalosaurus \| \| \| \| \| \| Torvosaurus \| \| \| \| \| \| Wiehenvenator \| \| \| \| |
|  |                                                                                              |
|  | Megalosaurus                                                                                 |
|  |                                                                                              |
|  | Torvosaurus                                                                                  |
|  |                                                                                              |
|  | Wiehenvenator                                                                                |
|  |                                                                                              |

|  | Megalosaurus  |
|  |               |
|  | Torvosaurus   |
|  |               |
|  | Wiehenvenator |
|  |               |

|  | Dubreuillosaurus |
|  |                  |
|  | Magnosaurus      |
|  |                  |

|  | Leshansaurus   |
|  |                |
|  | Piveteausaurus |
|  |                |

|  | Dubreuillosaurus |
|  |                  |
|  | Magnosaurus      |
|  |                  |

|  | Leshansaurus   |
|  |                |
|  | Piveteausaurus |
|  |                |

### Caratteristiche anatomiche distintive

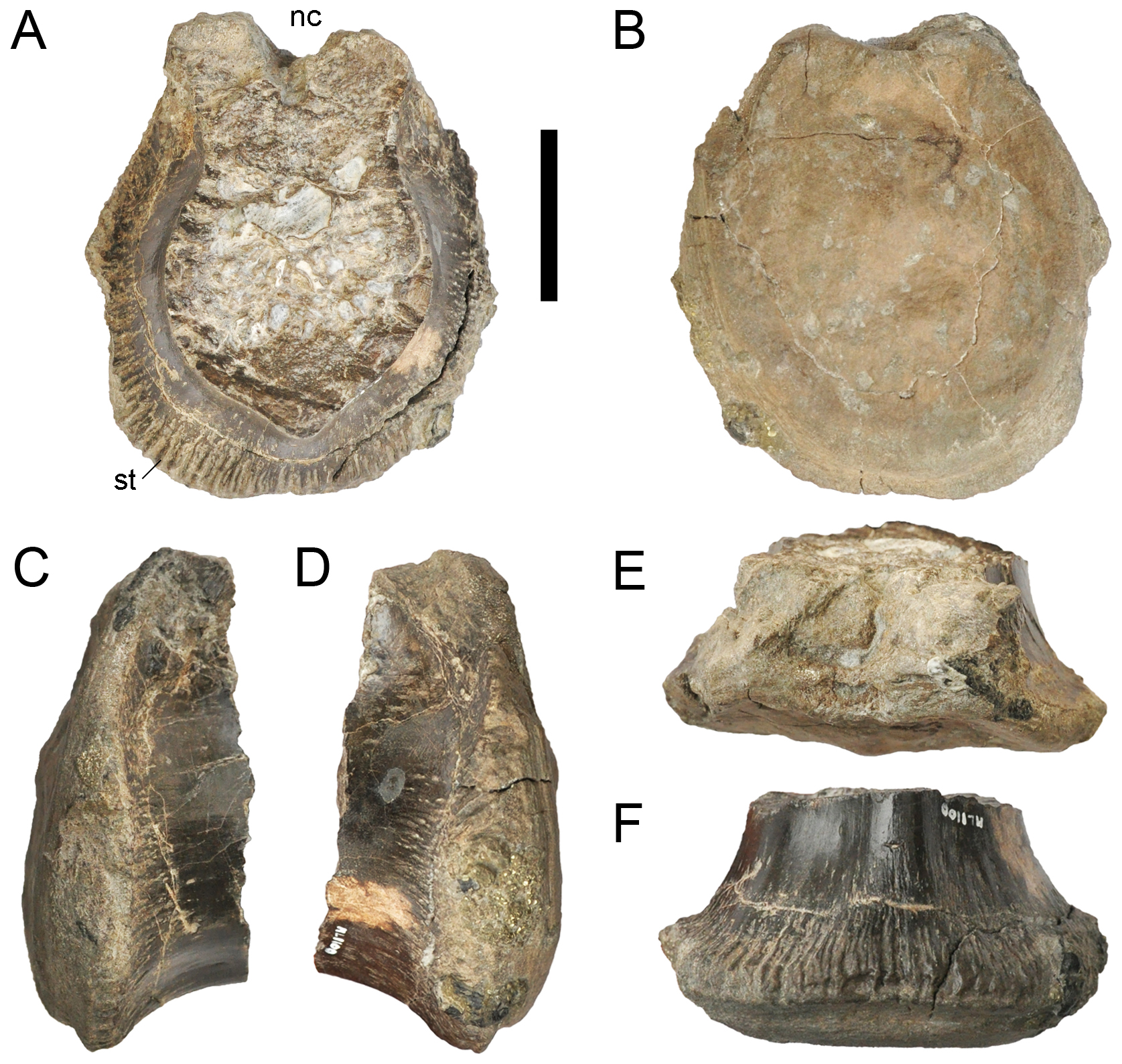
Vertebra caudale di T. gurneyi

Una diagnosi è una dichiarazione delle caratteristiche anatomiche di un organismo (o gruppo) che lo distinguono collettivamente da tutti gli altri organismi. Alcuni, ma non tutte, le caratteristiche di una diagnosi sono anche autapomorfie. Un'autapomorfia è una caratteristica anatomica distintiva che è unico per un dato organismo un gruppo.
Secondo Carrano et al. (2012), Torvosaurus può essere distinto in base alle seguenti caratteristiche:
- la presenza di una fossa mascellare superficiale (manca un fenestra maxillaris perforante la parete ossea);
- la presenza di piastre interdentali fuse;
- la fossa pneumatica nelle vertebre dorsali posteriori e anteriori e nelle vertebre caudali centrali sono espanse, formando profonde aperture ingrandite;
- la piastra puboischiadica è altamente ossificata (le placche ossee appaiate, di entrambe le parti, collegate e chiudono fuori l'intera parte inferiore del bacino, un tratto molto basale che Galton & Jensen hanno visto come un'indicazione che Theropoda era polifiletico, e che Carnosauria si è evoluto in modo indipendente dai prosauropodi carnivori);[3]
- un'espansione distale dell'ischio con un importante stemma sulla linea mediana laterale e un contorno di forma ovale, valutati in vista laterale;
- le vertebre cervicali sono opisthocoele a bordo piatto pronunciate anteriormente intorno alla palla (secondo Rauhut, 2000);
- una (trasversale) fenestra situata nell'arco neurale delle vertebre dorsali di fronte al hyposphene (secondo Rauhut, 2000)[17];

### Sinonimi
L'Edmarka rex è stato nominato come un nuovo genere e specie di teropode ritrovato a Como Bluff, Wyoming, nel 1992 da Robert Bakker, Donald Kralis, James Siegwarth e James Filla. Esso si distinguerebbe da Torvosaurus tanneri dalla caratteristiche dell'osso giugale, che mostra caratteristiche sia primitive sia avanzate. Sono state descritte anche la scapola-coracoide, alcune costole e un pube. Bakker et al. sono stati colpiti dalle dimensioni di Edmarka, notando che "avrebbe potuto competere con il Tyrannosaurus in lunghezza totale". Tuttavia, la maggior parte dei ricercatori ora considera questi esemplari come appartenenti a Torvosaurus tanneri, e considerano Edmarka rex come un suo sinonimo.
Un altro esemplare proveniente dal Wyoming, a cui è stato dato il nome informale di "Brontoraptor" da alcuni degli stessi ricercatori, nel 1996, è stato infine classificato come un esemplare di grandi dimensioni di Torvosaurus. Il nome non è mai stato ufficialmente pubblicato, pur apparendo come un nomen nudum, nel 1990. Un manoscritto che lo descrive è stato diffuso on-line, e il nome è stato coniato dal paleontologo Robert T. Bakker.

## Storia della scoperta

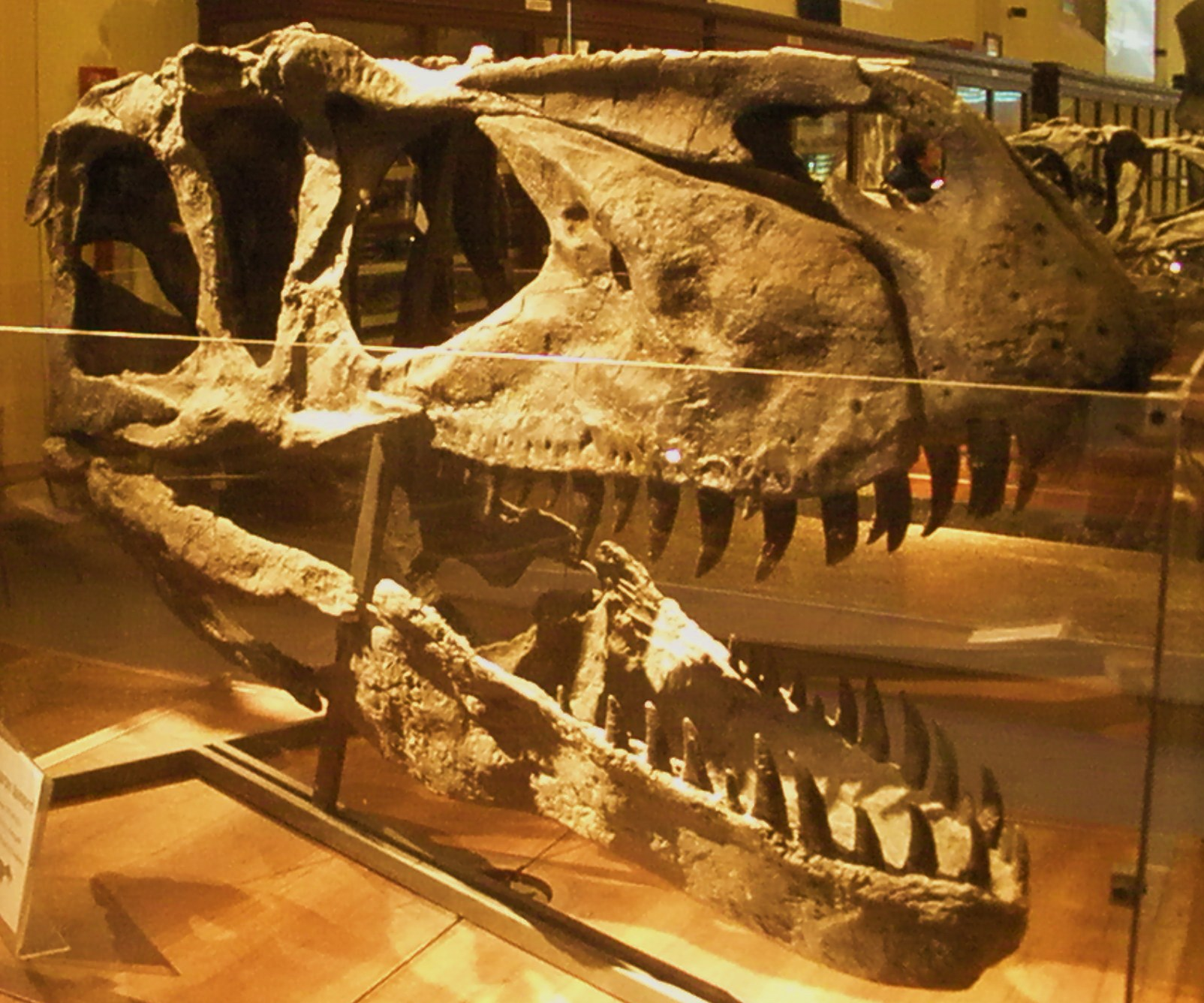
Ricostruzione del cranio di T. tanneri, al Museo Capellini, Bologna

I resti fossili di Torvosaurus sono stati ritrovati in Nord America e in Portogallo. Nel 1971, Vivian Jones scoprì un unico gigantesco artiglio del primo di dito della mano di un teropode, nel Calico Gulch Quarry, nella Contea di Moffat. L'artiglio fu mostrato a James Alvin Jensen, un collezionista che lavorava per la Brigham Young University, nel tentativo di scoprire a quale animale l'artiglio appartenesse. Il marito di Vivian, Daniel Eddie Jones condusse una seconda spedizione al Dry Mesa Quarry, dove vennero ritrovate abbondanti ossa di teropodi giganti, insieme alle ossa del sauropode Supersaurus. Dal 1972 in poi il sito è stato scavato da Jensen e Kenneth Stadtman. Il genere e la specie tipo T. tanneri sono stati nominati e descritti nel 1979 da Peter Malcolm Galton e Jensen. Nel 1985, Jensen potrebbe segnalò una notevole quantità di materiale aggiuntivo, tra cui i primi elementi del cranio. I fossili dal Colorado sono stati ulteriormente descritti da Brooks Britt, nel 1991.

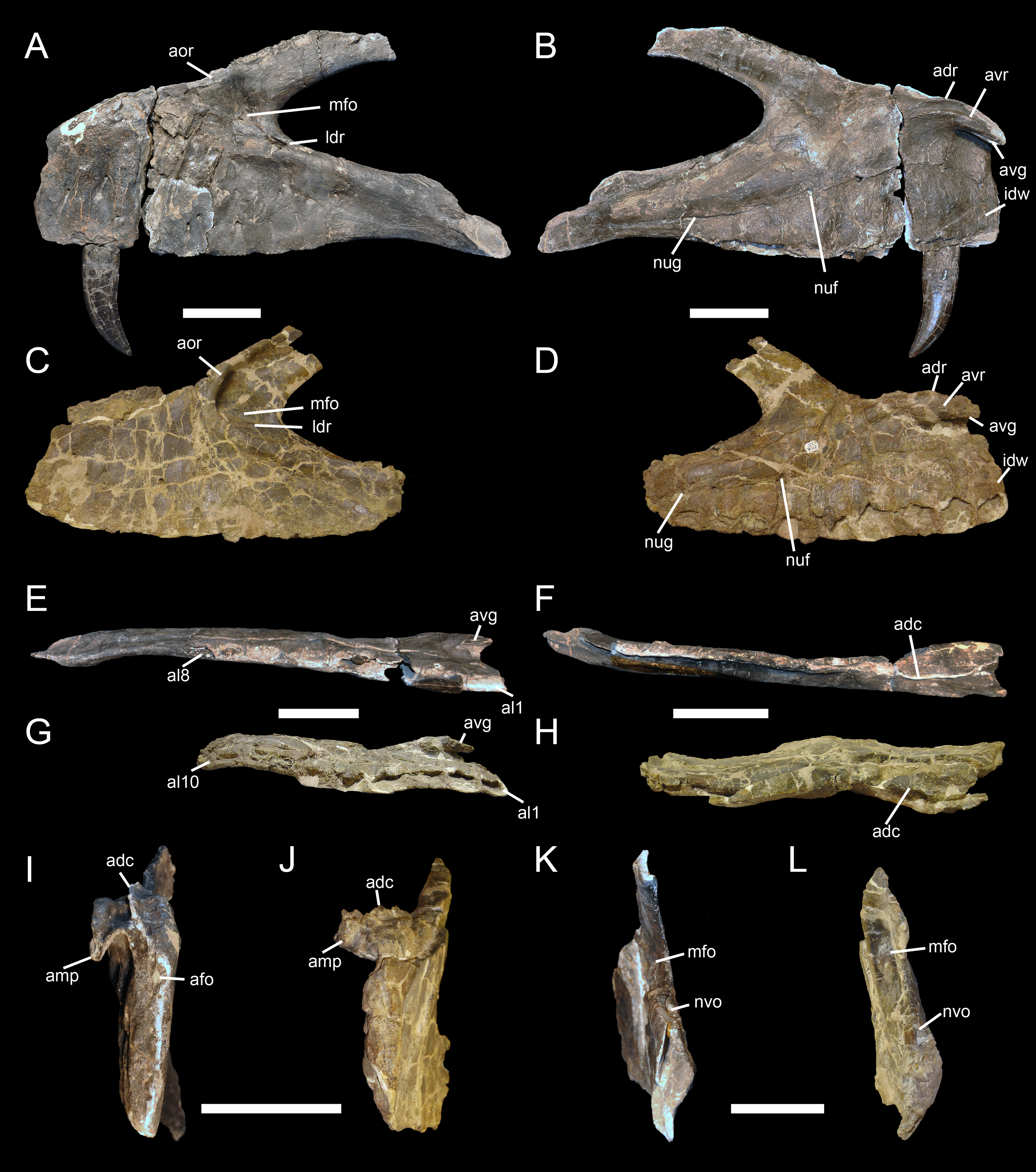
Confronto tra la mascella di T. gurneyi e T. tanneri

L'olotipo di T. tanneri, BYU 2002, originariamente era costituito dall'omero, il radio e l'ulna. I paratipo comprendeva alcune ossa della schiena, le ossa del bacino e le ossa della mano. Quando si aggiunse il materiale descritto nel 1985, i principali elementi mancanti erano il cingolo scapolare ed il femore. L'artiglio originale, l'esemplare BYUVP 2020, è stato solo provvisoriamente denominato. L'olotipo e i paratipi rappresentano almeno tre esemplari: due adulti e un giovane. Nel 1991, Britt ha concluso che non vi era alcuna prova che gli arti anteriori dell'olotipo fossero associati all'omero sinistro del lectotipo. Diverse ossa e singoli denti sono stati ritrovati in altri siti americani.
Nel 1992, il fossili di un grande dinosauro carnivoro fu ritrovato a Como Bluff, in Wyoming, venendo nominato da Robert T. Bakker, come una nuova specie Edmarka rex. Oggi questo genere è considerato da molti un sinonimo junior di Torvosaurus. Lo stesso sito ha reso dei resti analoghi per i quali è stato utilizzato il nomen nudum "Brontoraptor".
Nel 2000, il materiale dal Portogallo è stato momentaneamente denominato come Torvosaurus sp., da Octávio Mateus e Miguel Telles Antunes. Nel 2006, i fossili portoghesi provenienti dalla Formazione Lourinhã, sono stati denominati Torvosaurus tanneri. Nel 2012 però, Matthew Carrano EA ha concluso che questo materiale non poteva essere più determinato con precisione di un Torvosaurus sp. Nel 2013, sono state scoperte alcune uova ed embrioni dal Portogallo, riportabili ad Torvosaurus. La specie dal Portogallo è stata così nominata T. gurneyi, in onore di James Gurney, nel 2014. Questa specie rappresenta il più grande carnivoro conosciuto dall'Europa. È stata la variabilità morfologica dell'olotipo ML1100 mascellare che ha portato alla denominazione della specie portoghese.

## Paleobiologia

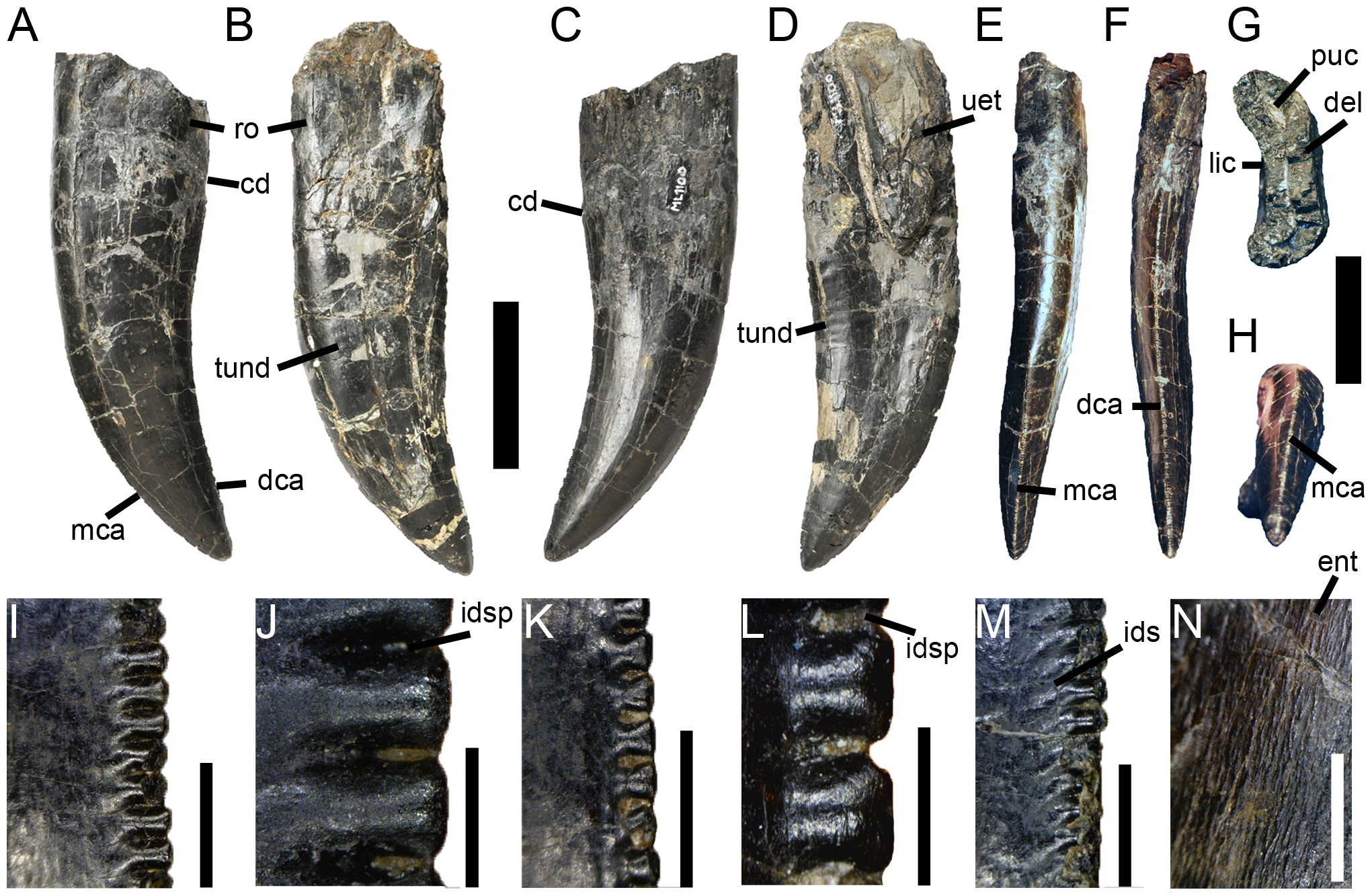
Denti di T. gurneyi

### Uova ed embrioni
L'attento studio sugli embrioni fossili di dinosauro fornisce ai ricercatori notevoli informazioni sulla trasformazione dell'embrione nel corso del tempo, i diversi percorsi di sviluppo presenti nelle linee di dinosauri, il comportamento riproduttivo dei dinosauri e le cure parentali.
Nel 2013, Araújo et al. annunciò la scoperta del campione ML1188, una frazione di uova di dinosauro schiacciate e del materiale embrionale attribuibile a Torvosaurus. Questa scoperta rafforza ulteriormente l'ipotesi che i grandi dinosauri teropodi fossero ovipari, il che significa che deponevano le uova e che lo sviluppo embrionale avveniva al di fuori del corpo della femmina. Questa scoperta è stata fatta nel 2005, dal cacciatore di fossili amatoriale olandese Aart Walensee nella Formazione Lourinhã, nella parte occidentale del Portogallo, nei sedimenti fluviali risalenti al Titoniano, circa 152-145 milioni di anni fa, nel Giurassico superiore. Questa scoperta è paleontologicamente significativa per una serie di motivi: (a) sono gli embrioni di dinosauro più primitivi conosciuti; (b) queste sono gli unici embrioni di teropodi basali noti; (c) uova fossilizzate ed embrioni si trovano raramente insieme; (d) rappresenta la prima evidenza di un guscio d'uovo di dinosauri teropodi; e (e) permette ai ricercatori di collegare una nuova morfologia dei gusci d'uovo all'osteologia di un particolare gruppo di dinosauri teropodi. L'esemplare è ospitata presso il Museu da Lourinhã, in Portogallo. Siccome le uova sembrano essere state abbandonate a causa di circostanze sconosciute, non si sa se i Torvosaurus fornissero cure parentali alle uova e ai giovani o le abbandonassero poco dopo la deposizione.

### Provenienza

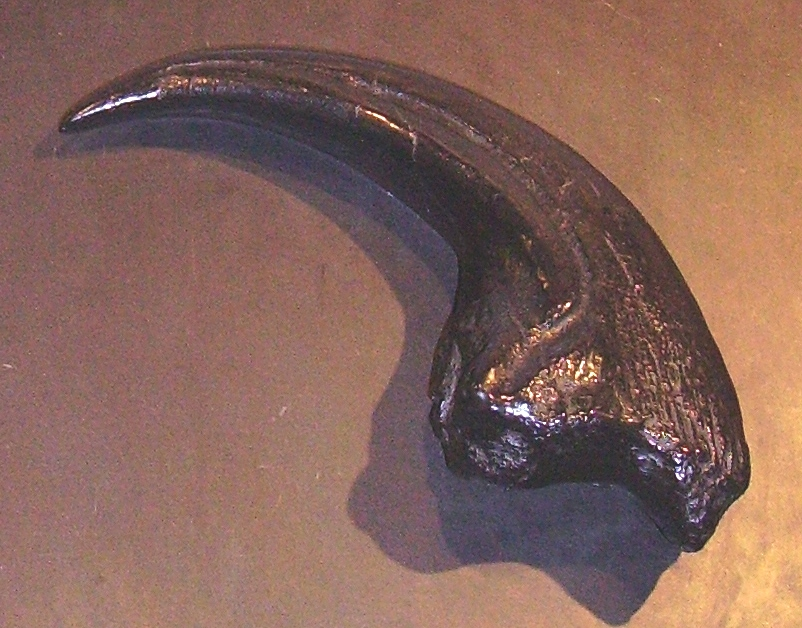
Artiglio di T. tanneri, al Natural History Museum, Londra

L'esemplare tipo di Torvosaurus tanneri (BYU 2002) è stato recuperato nel Dry Mesa Quarry, del Bacino Brushy della Formazione Morrison, alla Contea di Montrose, Colorado. Il campione fu raccolto da James A. Jensen e Kenneth Stadtman nel 1972, in un blocco di arenaria a grana media depositatosi durante i Titoniano-Kimmeridgiano, fasi del Giurassico superiore, circa 153-148 milioni di anni fa. Oggi questo esemplare si trova nella collezione della Brigham Young University a Provo, Utah.

### Coesistenza con altri grandi carnivori
Il Torvosaurus coesisteva con altri grandi teropodi carnivori, come Allosaurus, Ceratosaurus e Saurophaganax negli Stati Uniti, e Allosaurus, Ceratosaurus e Lourinhanosaurus in Portogallo. Tuttavia come accade oggi, sembra che questi tre carnivori avessero nicchie ecologiche diverse e/o operassero in ambienti diversi. Il Torvosaurus e Ceratosaurus preferivano infatti cacciare prevalentemente vicino ai corsi d'acqua, inoltre i loro corpi erano snelli e sinuosi, dandogli un notevole vantaggio nelle foreste e nei sottoboschi, mentre l'Allosaurus aveva un corpo più tozzo e robusto, gambe più lunghe, che gli consentivano una maggiore velocità ma una minore agilità, preferendo quindi le pianure aperte. L'Allosaurus era inoltre un potenziale elemento di cibo per altri carnivori, come illustrato dal ritrovamento di un piede pubico di Allosaurus che reca dei segni di morsi di un altro carnivoro, probabilmente o un Ceratosaurus o un Torvosaurus. La posizione dell'osso nel corpo (lungo il margine inferiore del tronco e parzialmente coperto dalle gambe) indica che l'Allosaurus è stato oggetto di saprofagia.

## Paleoecologia

### Fauna ed habitat in Nord America
Gli studi suggeriscono che il paleoambiente della sezione della Formazione Morrison, in cui viveva il Torvosaurus, includeva numerosi fiumi che scorrevano da ovest in un bacino che conteneva un gigantesco lago salino alcalino, e c'erano ampie zone umide nelle vicinanze. Il Dry Mesa Dinosaur Quarry del Colorado occidentale produce una delle più grandi diversificazioni nell'assemblaggiodi una fauna di vertebrati del Giurassico nel mondo. Il Dry Mesa Quarry ha infatti portato alla luce numerosi resti di sauropodi come Apatosaurus, Brontosaurus, Diplodocus, Barosaurus, Supersaurus, Dystylosaurus, Camarasaurus, gli iguanodontidi Camptosaurus, Dryosaurus, Othnielia, i thyreophora Stegosaurus e Gargoylesaurus e teropodi quali Allosaurus, Tanycolagreus, Koparion, Stokesosaurus, Ceratosaurus e Ornitholestes.
La flora di quel periodo è stato rivelata dai fossili di alghe verdi, funghi, muschi, equiseti, felci, cycadi, ginkgo e diverse famiglie di conifere. Tra gli animali più piccoli ritrovati vi sono bivalvi, lumache, pesci, rane, salamandre, tartarughe, sphenodonti, lucertole terrestri (come Hoplosuchus) e crocodylomorphi acquatici, cotylosauri, diverse specie di pterosauri, come Harpactognathus e alcuni dei primi mammiferi multituberculati, symmetrodonti e triconodonti.

### Fauna ed habitat dell'Europa

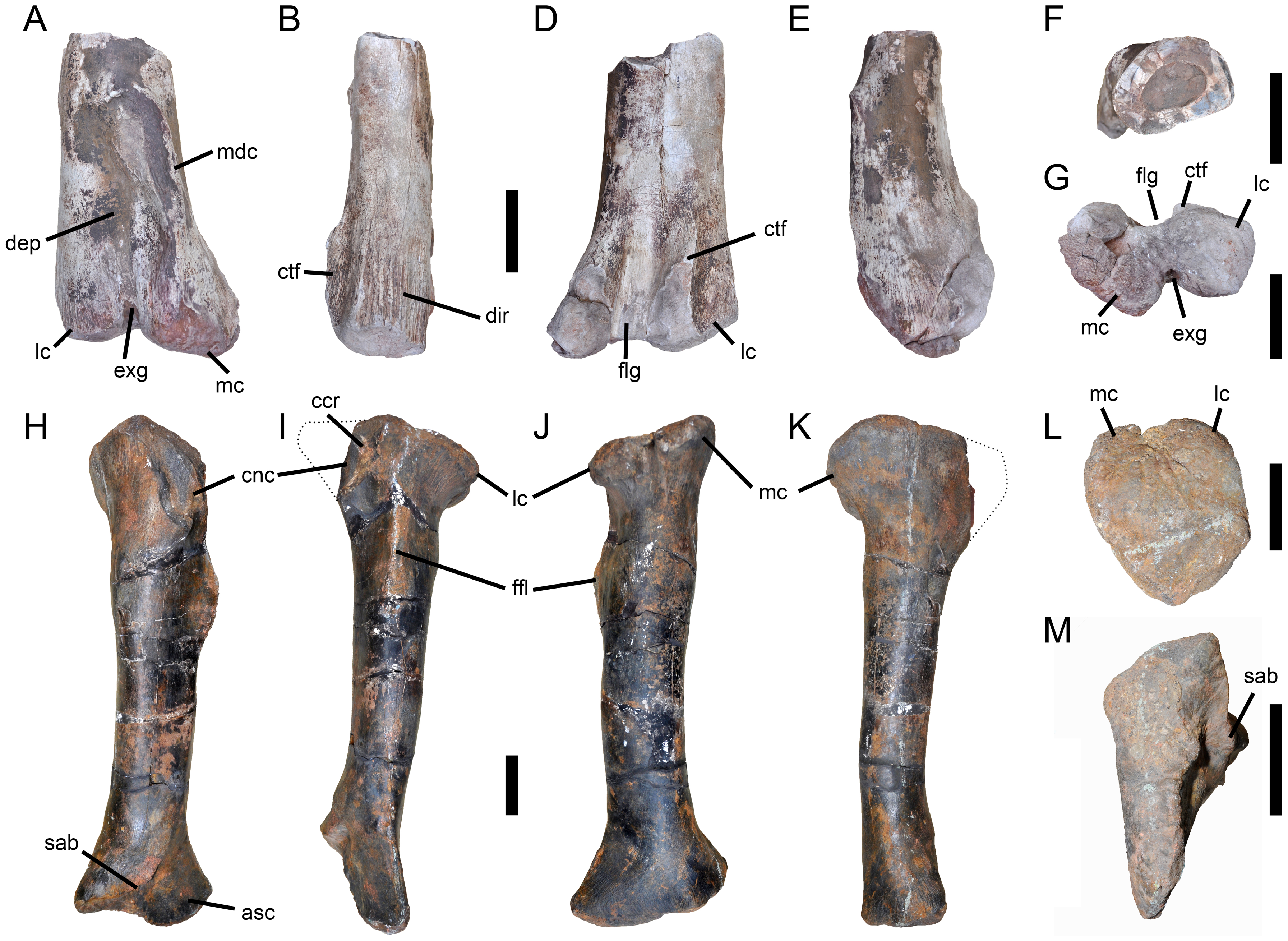
Femore e tibia di T. gurneyi

La Formazione Lourinhã risale al Kimmeridgiano-Titoniano. L'ambiente è costiero quindi ha una forte influenza marina. La flora e fauna sono molto simili a quelli della Formazione Morrison. Tuttavia in questo ambiente pare che il Torvosaurus fosse il predatore dominante. Anche all'interno di questo habitat visse al fianco della specie europea di Allosaurus (A. europaeus), Ceratosaurus, Stegosaurus e presumibilmente anche Camptosaurus. Tra gli animali endemici della regione vi erano il teropode Lourinhanosaurus, i sauropodi Lusotitan, Dinheirosaurus e Lourinhasaurus, gli stegosauridi Dacentrurus e Miragaia, l'ankylosauride Dracopelta e l'iguanodontide Draconyx. Per via della natura marina della Formazione Lourinhã, sono stati ritrovati anche i fossili di squali, tartarughe plesiochelyidi e crocodyliformi teleosauridi.

## Nella cultura di massa
Il Torvosaurus cominciò ad apparire nei media intorno agli anni '90, anche se non ha mai raggiunto la popolarità e la fama di icone quali Tyrannosaurus, Triceratops e i coevi Apatosaurus, Allosaurus e Stegosaurus;
Il Torvosaurus tanneri fece la sua prima apparizione nel gioco Knowledge Adventure 3-D Dinosaur Adventure, dove lo si può vedere nella sezione del periodo Giurassico, mentre combatte contro un Allosaurus; anche se non ha un grande ruolo nelle attività del gioco, riappare nella modalità Create-a-Saurus, in cui si potevano colorare i dinosauri. Il modello dell'animale nel gioco non si basa sul modello del Carnegie Museum;
Il Torvosaurus fa inoltre un'apparizione nel videogioco e nell'anime Dinosaur King;
Il Torvosaurus gurneyi ha invece un ruolo di spicco, se non di antagonista principale nel documentario televisivo Il regno dei Dinosauri, nell'episodio "Abbeverarsi nel Giurassico", dove viene mostrato come il superpredatore della Formazione Lourinhã, predando animali come Miragaia e Dinheirosaurus. Inoltre nel documentario è l'antagonista dell'Allosaurus protagonista, e la colorazione della sua pelle ricorda molto quella delle tigri.